# 羅伯特·B·安德森
羅伯特·伯納德·安德森（Robert Bernard Anderson，1910年6月4日—1989年8月14日），生於美國德克薩斯州，為美國商人與政府官員。

## 生平
1932年畢業於德克薩斯州大學奧斯汀分校法學院，1933年至1934年間擔任德州首席助理檢察官。1934年，擔任德州稅務專員。
1953年至1954年間，擔任美國海軍部長。1954年至1955年間，擔任美国国防部副部长。1955年，獲得總統自由勳章。1957年至1960年間，擔任美國財政部長。